# Kalianyar (Bangil)
Kalianyar is een bestuurslaag in het regentschap Pasuruan van de provincie Oost-Java, Indonesië. Kalianyar telt 4263 inwoners (volkstelling 2010).